# Immersione in gabbia a prova di squalo

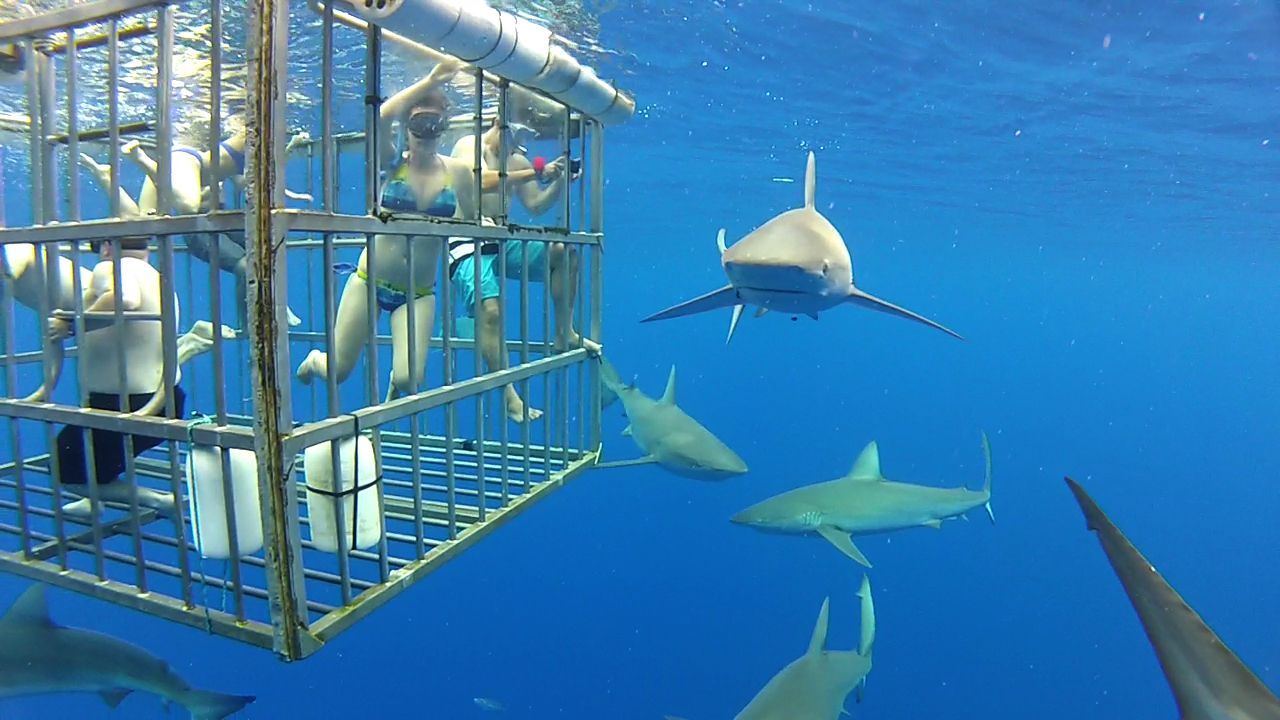
Squali che nuotano con persone all'interno di una gabbia.

L'immersione in gabbia a prova di squalo è una forma di immersione subacquea o snorkeling in cui l'osservatore rimane all'interno di una gabbia protettiva, progettata in modo da garantirgli sicurezza, per osservare gli squali nel loro ambiente naturale. Questa immersione viene utilizzata per l'osservazione scientifica, il cinema subacqueo e l'ecoturismo. Gli squali possono essere attirati nelle vicinanze della gabbia con un'esca o attraverso una procedura nota come "pastura". Questa pratica ha suscitato diverse polemiche, in quanto si sostiene possa alterare il comportamento naturale degli squali in presenza di bagnanti, che potrebbero associare la presenza di persone alla presenza di cibo.
Alcune gabbie sono utilizzate per proteggere i  subacquei che lavorano in acque dove è nota la presenza di specie di squali potenzialmente pericolose. In questa applicazione,  oppure durante la fase di immersione, la gabbia può essere utilizzata come rifugio: in particolare durante la decompressione a tappe, dove i subacquei possono essere vulnerabili mentre sono costretti a mantenere una profondità specifica per diversi minuti.

## Gabbia a prova di squalo

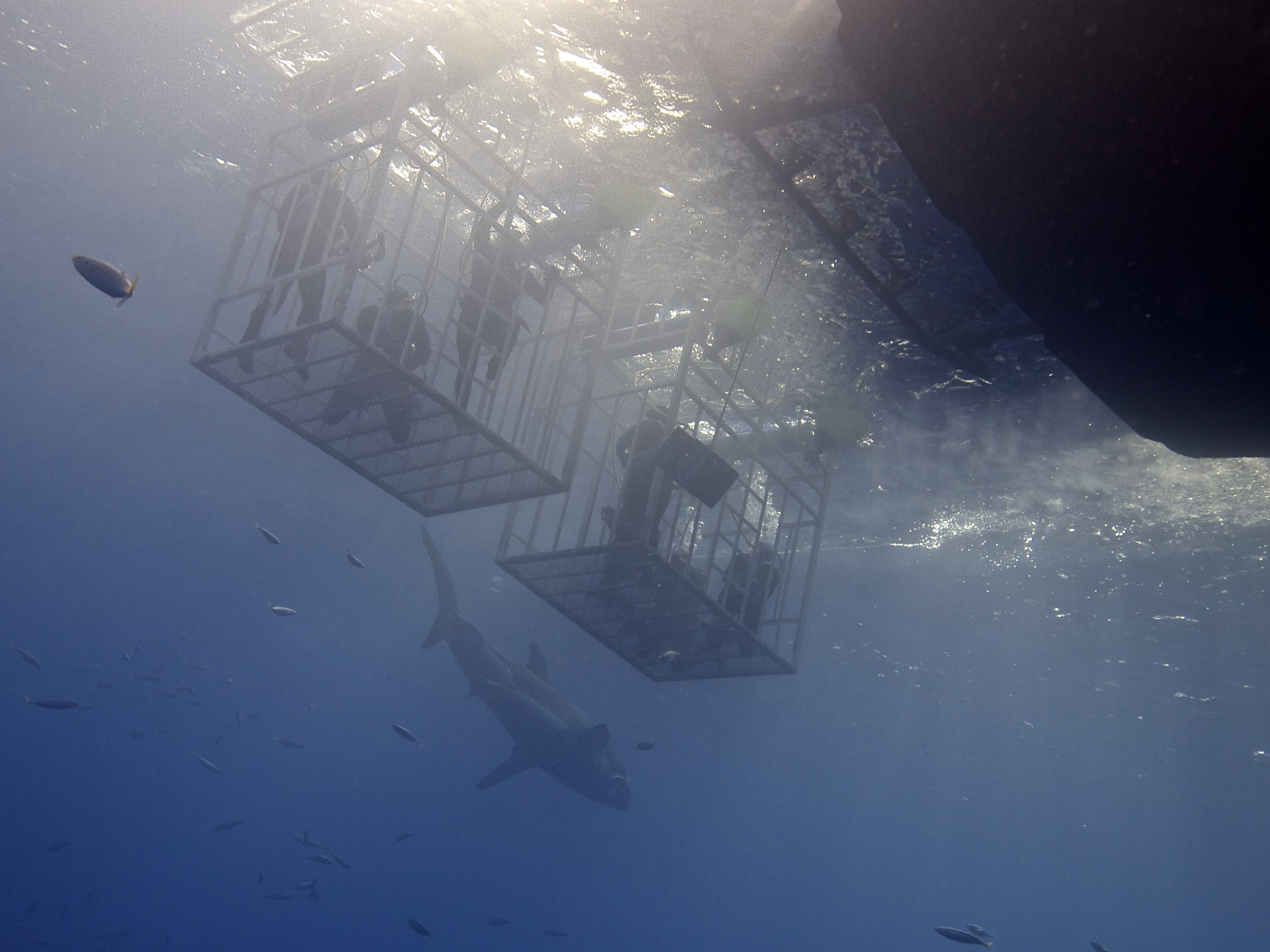
Immersione in due gabbie con uno squalo bianco.

Chiamata anche "gabbia anti-squalo", è una gabbia metallica utilizzata dai subacquei per osservare da vicino specie pericolose di squali in relativa sicurezza. Anche se la gabbia è utilizzabile per osservare quasi tutte le specie di squali, i più comunemente osservati dall'interno delle gabbie sono lo squalo bianco e lo squalo toro, entrambi noti per essere a volte aggressivi. 
Le gabbie sono costruite per resistere alle collisioni e ai morsi degli squali, quindi hanno lo scopo di proteggere l'osservatore da potenziali lesioni. Quasi sempre l'attacco non avviene, dato che la gabbia funge anche da deterrente visivo. 
L'immersione in gabbia consente alle persone di monitorare da vicino gli squali per scopi scientifici, commerciali o ricreativi e talvolta di interagire con loro.
La gabbia a prova di squalo viene utilizzata anche nel controverso esercizio di adescamento degli squali, in cui i turisti vengono calati in gabbia mentre le guide turistiche attirano gli squali o stimolano in loro determinati comportamenti.

### Sviluppo iniziale
Le gabbie anti-squalo furono sviluppate per la prima volta da Jacques Cousteau. Cousteau utilizzò un'apposita gabbia durante la produzione del documentario Il mondo del silenzio, rilasciato nel 1956, mentre Rodney Fox sviluppò la propria gabbia anti-squalo a partire dagli anni '60. Il primo design di Fox, ispirato da una visita a uno zoo, fu realizzato dopo essere sopravvissuto a un attacco di squalo nel 1963. I design successivi furono ulteriormente perfezionati e utilizzati da registi di documentari e pescatori di abalone che cercavano protezione personale dai grandi squali bianchi. Peter Gimbel è stato un regista coinvolto nella progettazione di una gabbia a prova di squalo che venne utilizzata durante la produzione di Mare blu, morte bianca (Blue Water, White Death) del 1971.
La maggior parte degli operatori usa una gabbia da superficie e una da immersione a circa 12 metri di profondità. Gli squali sono attratti dalle esche e spesso vengono portati proprio fino alla gabbia di superficie mediante grandi pezzi di pesci disposti in fila.

### Versione semovente
Il 4 settembre 1979, il brevetto statunitense numero 4166462 è stato rilasciato per una gabbia semovente a prova di squalo; essendo progettata per consentire ai subacquei di raccogliere abaloni senza diventare vulnerabili agli attacchi. Grazie al sistema di propulsione, i subacquei si sforzano meno e possono quindi raccogliere le loro prede per periodi di tempo più lunghi. L'estratto del brevetto descrive in dettaglio una gabbia semovente con almeno un'apertura di accesso e un telaio di montaggio che trasporta sia un motore pneumatico che un'elica. Il materiale galleggiante è fissato al telaio in modo che la gabbia possa essere resa neutralmente galleggiante. Questo brevetto è scaduto il 4 settembre 1996.

## Turismo subacqueo in gabbia

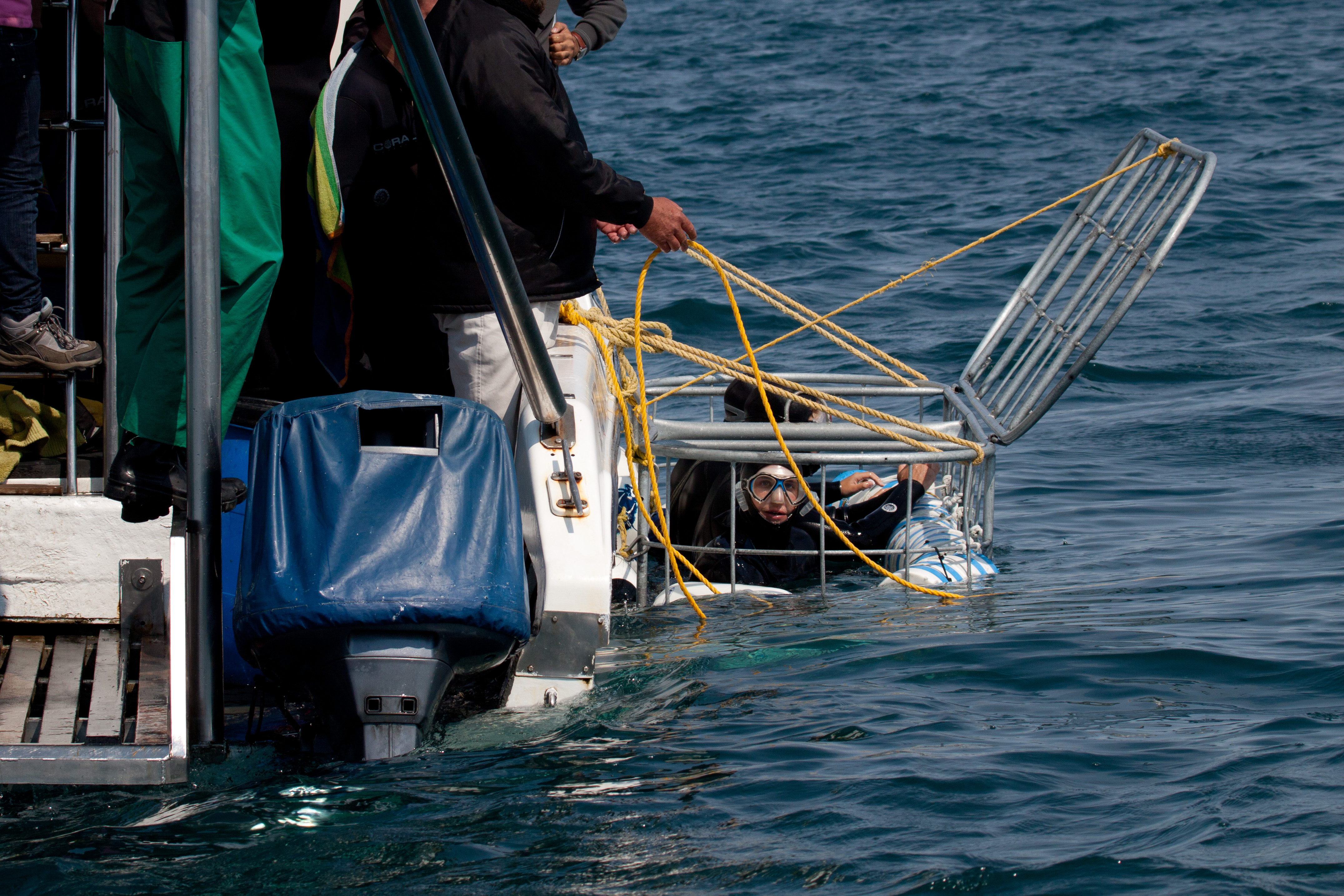
Immersione in gabbia presso Gansbaai, Sud Africa.

Durante gli anni 2000, le immersioni in gabbia con gli squali sono diventate sempre più popolari come attività turistica. Nell'Australia meridionale, i turisti vengono portati in barca da Port Lincoln nel Golfo di Spencer meridionale, dove osservano i grandi squali bianchi da una gabbia legata al retro di una barca vicino alla superficie o da una gabbia calata sul fondo del mare. Il governo considera l'attività come una delle "iconiche esperienze turistiche basate sulla natura" dell'Australia meridionale, che supporta 70 posti di lavoro e contribuisce con oltre 11 milioni di dollari all'economia dello stato. Le immersioni in gabbia con gli squali sono popolari nella Riserva della Biosfera dell'Isola di Guadalupe nell'Oceano Pacifico al largo della Bassa California.